# Scène nationale de Besançon
La Scène nationale de Besançon est une scène nationale située dans le département du Doubs, dans la ville de Besançon.

## Historique
Dirigées par Anne Tanguy, les 2 Scènes sont nées de la fusion, en 2012, du Théâtre de l’Espace – implanté au cœur d’un quartier prioritaire de Besançon – et du Théâtre musical (Théâtre Ledoux), situé en centre-ville. Le premier est doté de deux espaces modulaires de 400 et 120 places, le second d’un théâtre à l’italienne de 1 000 places. Le tout est complété par Le Kursaal, une salle mise à disposition par la ville de Besançon, qui accueille une programmation cinéma « art et essai » (plus de 300 places).
Loin d’être un obstacle, cette distribution spatiale fait écho à la volonté des 2 Scènes de faire circuler les publics, de brasser les esthétiques et d’agiter les idées au sein d’une agglomération de 200 000 habitants. L’enjeu est aussi de multiplier les temps de rencontre entre artistes et publics, en salle ou sur le terrain, pour faire du théâtre une expérience collective. Chaque saison, plus de 75 000 personnes sont touchées par l’action de la Scène nationale.
Une fréquentation qui doit aussi beaucoup aux actions de sensibilisation menées auprès de non-spectateurs en vue de susciter en eux la curiosité, le désir de découverte. Les 2 Scènes ont ainsi développé un savoir-faire singulier en matière de médiation auprès d’associations, de pôles d’enseignement et de publics empêchés. Des partenariats ont aussi été noués avec les structures culturelles du territoire pour croiser les publics.
L’ensemble de ce travail est porté par la conviction que le théâtre est aussi une maison de vie au cœur de la cité qui doit s’attacher en permanence à s’ouvrir au plus grand nombre. À être (re)connu de tous. Dans un esprit d’éducation populaire, cette démarche « d’école du spectateur » permet aux 2 Scènes de proposer des spectacles mêlant exigence artistique et ouverture au grand public. ou au plus grand nombre.
Témoignant de la richesse artistique d’aujourd’hui, les choix de programmation combinent une attention portée à la jeune création, un regard sur ce qui s’invente ici ou ailleurs et cultive une fidélité à des artistes, dont certains sont chers au public bisontin.
En lien avec la vocation pluridisciplinaire des Scènes nationales – danse, opéra, cirque, théâtre, musique, cinéma – . Les 2 Scènes ont à cœur de proposer des créations où les arts vivants s’hybrident. Au-delà de la programmation, Elles s’engagent aux côtés d’artistes en soutenant leur travail de recherche. Cela se traduit par des compagnonnages qui enrichissent le patrimoine culturel local et national.
L’engagement des 2 Scènes sur la production et la création artistique se traduit également par la mise en place de nouveaux outils, comme la Coopérative, un collectif créé avec trois autres théâtres. L’objectif est d’inventer une nouvelle forme de production lyrique pour offrir au public une programmation ambitieuse, en dehors des grandes maisons d’opéra.

### Directeurs

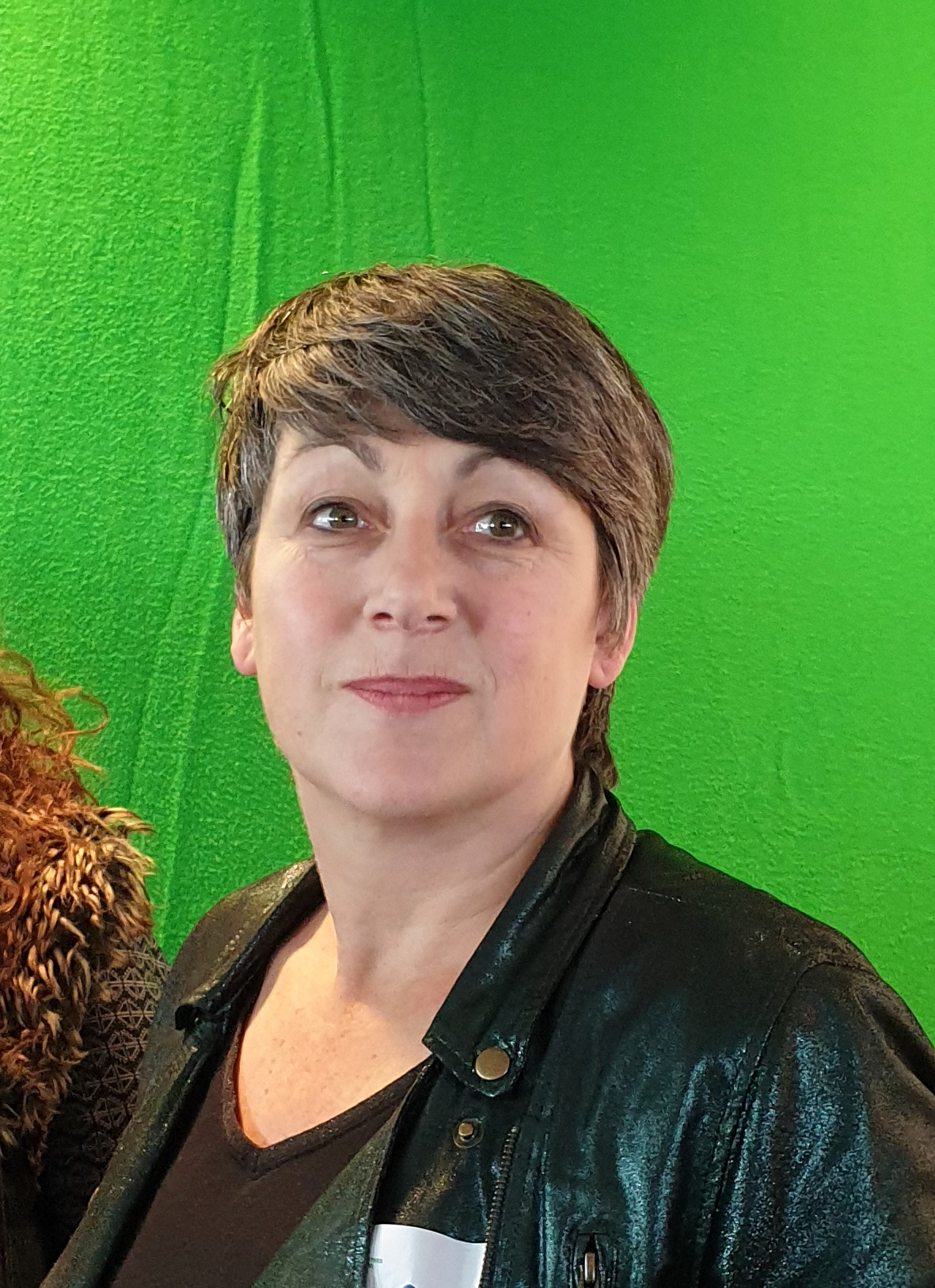
Anne Tanguy, 2019 à Genève.

- Anne Tanguy (depuis 2011)[1]

## Missions
Les 2 Scènes s’inscrivent dans le réseau des soixante-dix Scènes nationales labellisées par le Ministère de la culture et de la communication. Issus du mouvement de la décentralisation théâtrale, ces établissements culturels ont en commun trois missions essentielles:
• la diffusion de spectacles pluridisciplinaires: musique, théâtre, danse, opéra, cirque, formes transdisciplinaires, cinéma ;
• la création artistique (production et coproduction) de référence nationale voire internationale dans l’un ou l’autre domaine de la culture contemporaine ;
• la participation dans son aire d’implantation à une action de développement culturel favorisant de nouveaux comportements des publics à l’égard de la création artistique et une meilleure insertion sociale de celle-ci.
Les 2 Scènes proposent de multiplier les rencontres, les brassages d’esthétiques et de formes de pensées; de donner le désir de la découverte, d’ouvrir des fenêtres sur le monde, d’éveiller les curiosités à l’égard de notre histoire commune et de notre patrimoine.
La saison témoigne de la richesse de toutes les formes de spectacle vivant (danse, théâtre musical, opéra, musique, art de la marionnette, cirque, théâtre d’objets, …), de leurs évolutions et du cinéma, avec une attention particulière portée à la jeunesse. En construisant la saison nous avons eu à cœur de faire dialoguer contemporain et répertoire, de susciter le débat, de donner des clés de compréhension de notre histoire et d’appréhender les sociétés de demain.
En invitant des artistes de notoriété bien établie et de jeunes créateurs, en présentant des œuvres d’ici et d’ailleurs, les 2 Scènes participent activement à la vitalité de la scène internationale. Les artistes sont l’âme vivante d’un théâtre. Les 2 Scènes placent l’artiste en son cœur et en lien étroit avec le territoire, comme agitateur d’idées, comme observateur attentif de la société, comme passeur.